# Bảo tàng lịch sử quân sự Piešťany
Bảo tàng lịch sử quân sự Piešťany (tiếng Slovakia: Vojenské historické múzeum Piešťany), viết tắt là VHM, là một bảo tàng quân sự tọa lạc bên trong khuôn viên của sân bay Piešťany ở thành phố Piešťany, vùng Trnava, Slovakia. Bảo tàng lịch sử quân sự Piešťany là một chi nhánh của Viện Lịch sử Quân sự ở Bratislava.

## Miêu tả
Bảo tàng lưu giữ nhiều loại phương tiện cơ giới quân sự và máy bay mà Slovakia từng sử dụng. Tính đến ngày 28 tháng 2 năm 2021, bảo tàng sở hữu 22 bộ sưu tập với số lượng 9.540 hiện vật.

## Lịch sử
Việc xây dựng Bảo tàng lịch sử quân sự Piešťany bắt đầu vào năm 2002, trên địa điểm trước đây Căn cứ Không quân 32 từng hoạt động. Doanh trại Khởi nghĩa Quốc gia Slovakia (SNP) cũ trên phố Orvis gần sân bay được sử dụng làm nơi đặt nhà kho và tòa nhà hành chính của bảo tàng. Bảo tàng tiến hành bố trí một cuộc triển lãm thường trực bên trong một phần của sân bay quân sự trước đây với việc tái thiết ba hội trường nằm trong khu vực này vào hai năm 2002 và 2003.
Bảo tàng lịch sử quân sự Piešťany chính thức mở cửa cho công chúng vào tháng 9 năm 2004, ra mắt cuộc triển lãm thường trực mang tên "Vũ khí của Quân đội Tiệp Khắc trong giai đoạn 1945 - 1992". Diện tích của khu vực triển lãm là hơn 41.000 mét vuông.